# Ctenicera melsheimeri
Ctenicera melsheimeri là một loài bọ cánh cứng trong họ Elateridae. Loài này được Becker miêu tả khoa học năm 1961.